# Oud-Turnhout
Oud-Turnhout is een gemeente in het noordoosten van de Belgische provincie Antwerpen. De gemeente behoort tot het kieskanton Turnhout en het gerechtelijk kanton Arendonk. Deze Kempense gemeente telt ruim 15.000 inwoners. Oud-Turnhout wordt in het zuiden doormidden gesneden door de E34 en wordt soms een “fiscaal paradijs” genoemd wegens een gunstige gemeentelijke personenbelasting. Dit heeft geleid tot een instroom van kapitaalkrachtige inwoners en stijgende vastgoedprijzen vooral in de villawijk De Lint.

## Toponymie
De naam Oud-Turnhout duikt reeds op vanaf de 14de eeuw als Vetus Turnholtum (1333), Oud-Tuernout (1405) en Viès-Tournout (1414). Uit een akte van schenking (1187) van Gerard van Duffel aan de Tempeliers blijkt dat het vroegste Turnhout inderdaad in het huidige Oud-Turnhout lag. Ook uit een pauselijk onderzoek naar de bezittingen van de Orde van Malta (1373) wordt vermeld dat daar een laathof bij was van de hospitaalridders van de Commanderij van Ter Braecke/Chantraine. Deze bezittingen lagen in Oud-Turnhout, tussen de huidige Kerkstraat en de Van der Bekenlaan en werden in 1796 verkocht.

## Geschiedenis
De oudste sporen van bewoning zijn van het laat Midden-Paleolithicum. Vanaf het Mesolithicum tot de 12e en 13e eeuw is er meestal bewoning geweest op een dekzandrug, waarop ook de kerk werd gebouwd. Dit werd vastgesteld bij in 1996 uitgevoerde opgravingen. Tijdens opgravingen op het bedrijventerrein Bentel werd in 2011 een (graf)kuil met gecremeerde beenderen en gepolijste artefacten in vuursteen uit het midden-neolithicum (4de millennium BC) aangetroffen. Het is een unieke ontdekking, omdat er in de Kempen zeer weinig sporen zijn teruggevonden uit die periode.
De bebouwing ging zich meer en meer in de richting van de rand van de vallei van de Aa concentreren, waardoor de kerk een wat excentrische ligging kreeg. Er ontstonden een aantal gehuchten, maar de belangrijkste nederzetting ontwikkelde zich om het Kasteel van de hertogen van Brabant en dit werd de kern van de stad Turnhout. In 1395 werd te Oud-Turnhout de priorij Corsendonk opgericht, die tot 1796 heeft bestaan.

### 19e eeuw
De gehuchten van Oud-Turnhout bleven lange tijd afhankelijk van de stad, wat echter tot wrijvingen leidde. Bewoners van deze gehuchten richtten een verzoek tot afscheiding van de stad op 22 juli 1836. Deze werd net zoals de latere aanvragen uit 1852 en 1853 verworpen. In 1858 echter gaf de Kamer van Volksvertegenwoordigers een gunstig advies en stemde de Senaat eveneens in, zodat koning Leopold I op 29 december 1858 het besluit tekent waardoor Oud-Turnhout op 1 januari 1859 een zelfstandige gemeente werd met 2.807 inwoners.
Bij het graven van het kanaal Dessel-Schoten stootte men in 1846 op rijke lagen kleigrond en daardoor ontstond een industrieel centrum met steen-, pannen- en cementfabrieken. Dat bracht dan weer een immigratie en huisvesting van mensen uit meer zuidelijke gemeenten met zich mee, waardoor Oosthoven ontstond. Via datzelfde kanaal werd de aanvoer van kalk en mest mogelijk voor een betere bemesting van de landbouwgrond, zodat de landbouwproductie sterk toenam, wat dan weer een immigratie vanuit Nederland (Noord-Brabant) veroorzaakte. Het centrum werd verder ontsloten door de aanleg van tramlijnen richting Turnhout, Arendonk en Mol.

### 20ste eeuw
- In 1910 werd het eerste elektriciteitsnet voor de verlichting in gebruik genomen.
- Zwaneven bleef tot ver in de 20ste eeuw grotendeels in handen van grootgrondbezitters en industriëlen die er een buitengoed of jachtpaviljoen hadden. Vanaf de tweede helft ontstond hier de villawijk "De Lint", waarin heel wat Nederlanders zich vestigden in de periode dat België voor hen nog een belastingparadijs was. De naam "De Lint" verwijst naar het gelijknamige 19de-eeuws domein met kasteel dat teruggaat op een jachtterrein van Maria van Hongarije (1546-1556).
- Op 1 januari 1977 wijzigde de gemeentegrens vrij drastisch. Bij de fusie van gemeenten was het oorspronkelijk de bedoeling Oud-Turnhout samen te voegen met Turnhout, Beerse en Vosselaar doch dit voorstel werd afgewezen. Oud-Turnhout moest wel het dorp Schoonbroek en de gehuchten Kinschot en Kortijnen afstaan aan Retie en het landbouw- en natuurgebied Kijkverdriet overdragen aan Ravels. Daardoor kromp niet alleen de oppervlakte van 4.774 ha tot 3.986 ha, maar moest de gemeente ook 1.038 bewoners inleveren.

### Kerkelijk
- De Sint-Bavoparochie (Centrum) ontstond reeds in 1836.
- Oosthoven verwierf parochiale onafhankelijkheid in 1888 en stichtte de Sint-Antonius Abtkerk.
- De Onbevlekt Hart van Mariakerk te Zwaneven bestaat sinds 1966.

## Wapenschild
Het wapenschild is het oorspronkelijke wapen van de familie van der Beken-Pasteel. Jonkheer Frans Van der Beken-Pasteel was trouwens ook de eerste burgemeester. Het schild werd goedgekeurd in een Koninklijk Besluit van 13 januari als zijnde "in zilver drie leeuwen van keel, geklauwd en getongd van lazuur"

## Geografie
Samen met de stad Turnhout en de gemeenten Beerse, Kasterlee, Lille en Vosselaar maakt Oud-Turnhout deel uit van het samenwerkingsverband Kordia.

### Woonkernen
Er zijn drie grote woonkernen:
- Centrum (6.003 inwoners - 31/12/2019)
- Oosthoven (3.904 inwoners - 31/12/2019)
- Zwaneven (4.046 inwoners - 31/12/2019)

Daarnaast telt de gemeente door haar landelijk karakter nog twaalf minder dichtbebouwde zones met een eigen naam:
- Hoge Darisdonk en Corsendonk (ten zuiden van de E34)
- Lage Darisdonk, Rhoode en Arselt (ten noorden van de E34)
- Rist (ten noorden van Oosthoven)
- Eigen, Brooseinde en Draaiboom, (rond het Centrum)
- Schuurhoven (tussen Centrum en Oosthoven)
- Hoge Mierdsedijk (ten zuiden van het natuurreservaat Landschap De Liereman)
- De Lint (aansluitend bij Zwaneven)

### Aangrenzende gemeenten
| Aangrenzende gemeenten | Aangrenzende gemeenten | Aangrenzende gemeenten | Aangrenzende gemeenten | Aangrenzende gemeenten |
| ---------------------- | ---------------------- | ---------------------- | ---------------------- | ---------------------- |
|                        |                        | Ravels                 |                        |                        |
|                        |                        |                        |                        |                        |
| Turnhout               | Arendonk               |                        |                        |                        |
|                        |                        |                        |                        |                        |
| Kasterlee              |                        |                        |                        | Retie                  |

## Bezienswaardigheden
Oud-Turnhout werd in april 2016 door de Vlaamse regering erkend als onroerenderfgoedgemeente. De voorwaarde om zo'n erkenning te krijgen is dat de gemeente een eigen beleid aangaande onroerend erfgoed uitbouwt. In Vlaanderen zijn er naast Oud-Turnhout nog negen andere gemeenten die deze erkenning kregen.

### Geklasseerde monumenten
- De Sint-Bavokerk (Centrum). Het benedengedeelte dateert uit de 14de eeuw is sinds 1957 een beschermd monument. De kerk is een pseudobasiliek in baksteen met een driebeukig schip, een kruisbeuk met kruisingtorentje en een driezijdig gesloten koor. Op 10 februari 1766 werd de kerk zwaar beschadigd tijdens een wervelstorm: de toren werd afgerukt en kwam op de noordzijde van het gebouw terecht. De herstelling gebeurde nog datzelfde jaar. In de kerk hangt een Laatste Avondmaal van Jan Erasmus Quellinus.[3]
- Het gemeentehuis (Centrum) werd in 1907 gebouwd in neo-traditionele architectuur naar een ontwerp van Jules Taeymans. In mei 1940 werd het gebouw zwaar beschadigd door Duitse troepen, na de Tweede Wereldoorlog hersteld en in 1999 geklasseerd.
- Hoeve Kuilend (Centrum) is enkel via een smal kasseipad bereikbaar en ligt volledig ingesloten achter de Koning Boudewijnlaan en de Steenweg Zevendonk. Het woonstalhuis heeft een bouwlaag verdeeld in zeven traveeën, onder een afgewolfd zadeldak en zou dateren uit de 18e eeuw. De hoeve werd in 1999 geklasseerd.
- Het Hofke van Chantraine (Centrum), waarin onder andere het toerismekantoor is gehuisvest, was voorheen de pastorie van de Sint-Bavoparochie en werd in 1895 in neo-Vlaamse renaissancestijl gebouwd naar een ontwerp van architect Pieter Jozef Taeymans. Sinds 1999 is het gebouw erkend als monument. De naam verwijst naar de Tempeliers die in 1212 een woning kregen in de gemeente van Hendrik, de hertog van Brabant.
- De Sint-Antonius Abtkerk (Oosthoven) uit 1893 in neo-romaanse stijl, is een ontwerp van architect Pieter Jozef Taeymans en sinds 1999 een beschermd monument. In de kerk staat een 16de-eeuws beeld van Sint-Anna-ten-Drieën.
- De priorij Corsendonk is sinds 1970 een geklasseerd monument. Opmerking: het Onze-Lieve-Vrouwaltaar uit de priorij staat in de kerk van Sint-Job in Schoonbroek (Retie).

### Oorlogsmonumenten
- Op het dorpsplein (Centrum) herinnert een Mariabeeld met enkele stenen blokken in een overlopende waterspiegel aan de slachtoffers van terugtrekkende Duitse troepen die op 14 mei 1940 uit wraak voor de tegenstand die ze ondervonden vijf mensen koelbloedig neerschoten. De slachtoffers waren Frans Jonckers, Florent Joosen, Christina Meeus, Leo Peeters en Jan Poels.
- Aan de Lage Mierdseweg (Oosthoven) herdenkt een gedenksteen aan het neerstorten van de Lancaster I (LM115 DX-M) van het 57 Sqn op 22 juni 1944. Van de zeven bemanningsleden overleefden er drie de crash niet.
- Nog aan de Lage Mierdseweg (Oosthoven) herinnert een tweede gedenksteen aan de crash van de Lancaster ME782 LE-N van het 630 Sqn, waarvan de volledige crew om het leven kwam nadat het vliegtuig op 22 juni 1944 in volle vlucht werd neergeschoten.
- Op de hoek van de Jagerstraat en Kayputtenweg (Zwaneven) herinnert een gedenksteen aan de noodlanding van de door afweergeschut geraakte Poolse Wellington R1184 BH-B bommenwerper in de nacht van 10 op 11 juli 1941. De 6-koppige bemanning overleefde de crash en bleef krijgsgevangen tot het einde van WOII.
- In Rhoode (Zwaneven) herinnert een monument aan de crash van een Amerikaanse C-47 Skytrain op 19 september 1944. Dit transportvliegtuig maakte deel uit van Operatie Market Garden waarmee tijdens WOII de bruggen in Arnhem (Nederland) ongeschonden in handen moesten komen van de geallieerden, maar werd neergehaald door Duits luchtafweergeschut en stortte neer achter de kapel van Rhoode. De vier bemanningsleden kwamen hierbij om.

### Andere
- De Onbevlekt Hart van Mariakerk te Zwaneven uit 1956.
- De pastorie van Oosthoven, in 1919 gebouwd naar een ontwerp van architect Pieter Jozef Taeymans.
- Kapel van Rhoode (Zwaneven). De veldkapel werd rond 1875 gebouwd in opdracht van Josephina Dufour-Dessauer, zaakvoerder van de Brepolsfabrieken in Turnhout, uit devotie voor Sint-Jozef en Onze-Lieve-Vrouw. Jaarlijks is er op de derde woensdag van mei een bedevaart naar "'t Rooi's kapelleke".
- Kapel Onze-Lieve-Vrouw-ter-Sneeuw (Oosthoven). De oorspronkelijke kapel werd in 1894 getroffen door een brand, waarna ze werd afgebroken en vervangen door de huidige (kleinere) kapel.

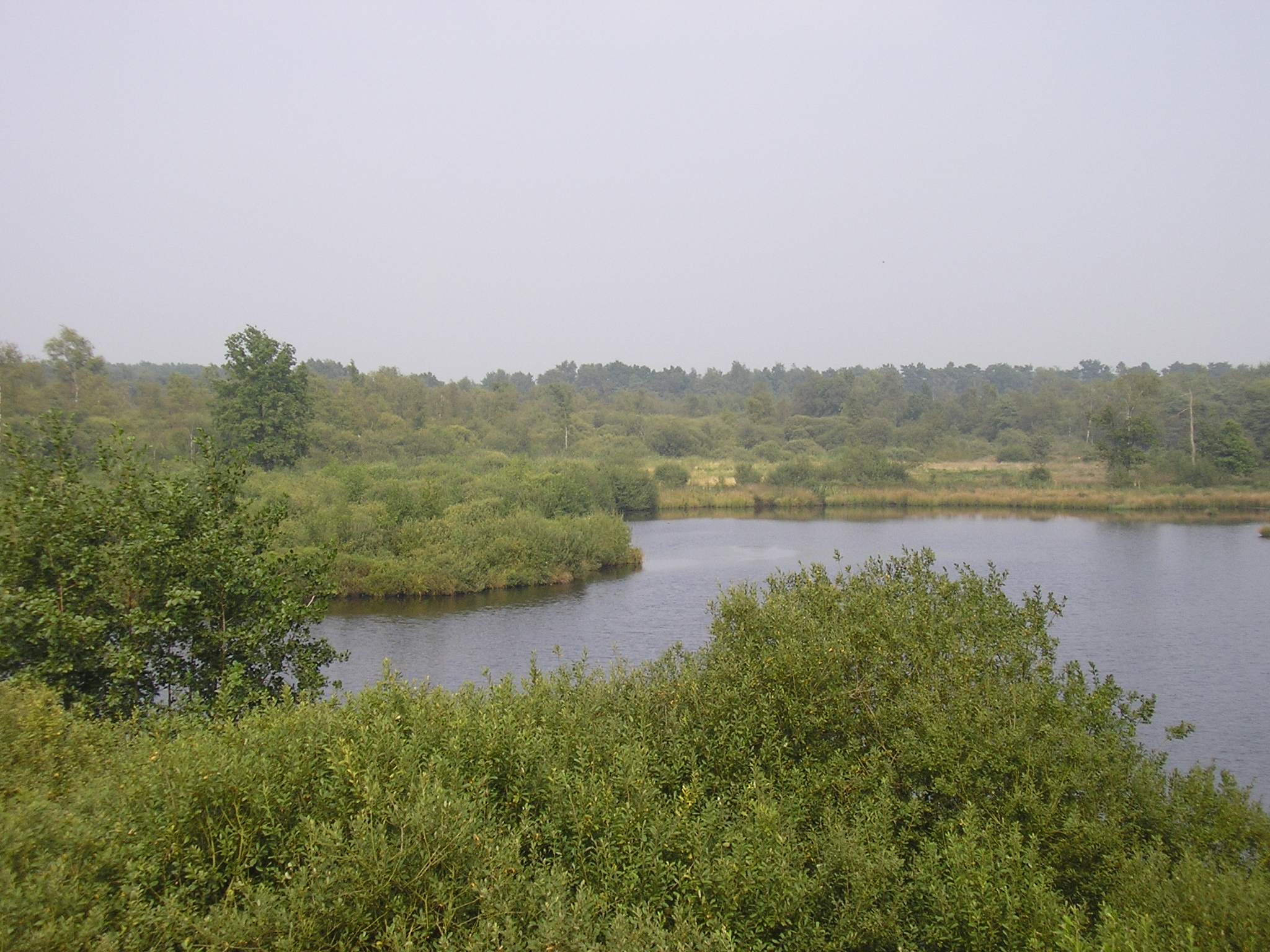
Oud-Turnhout Landschap De Liereman (1)
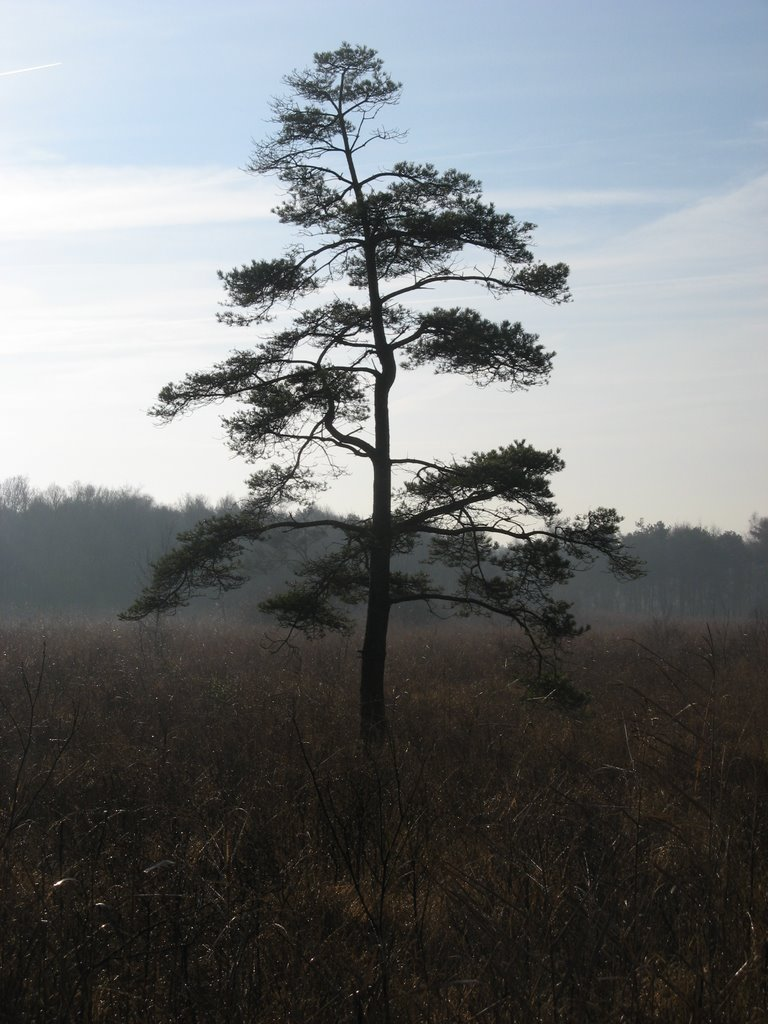
Oud-Turnhout Landschap De Liereman (2)
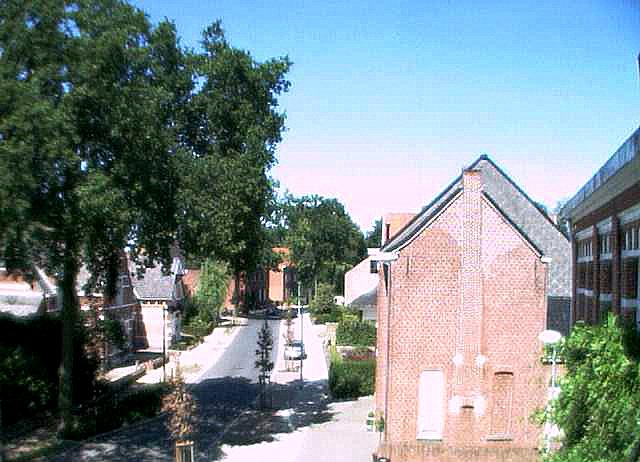
Oud-Turnhout Kerkstraat
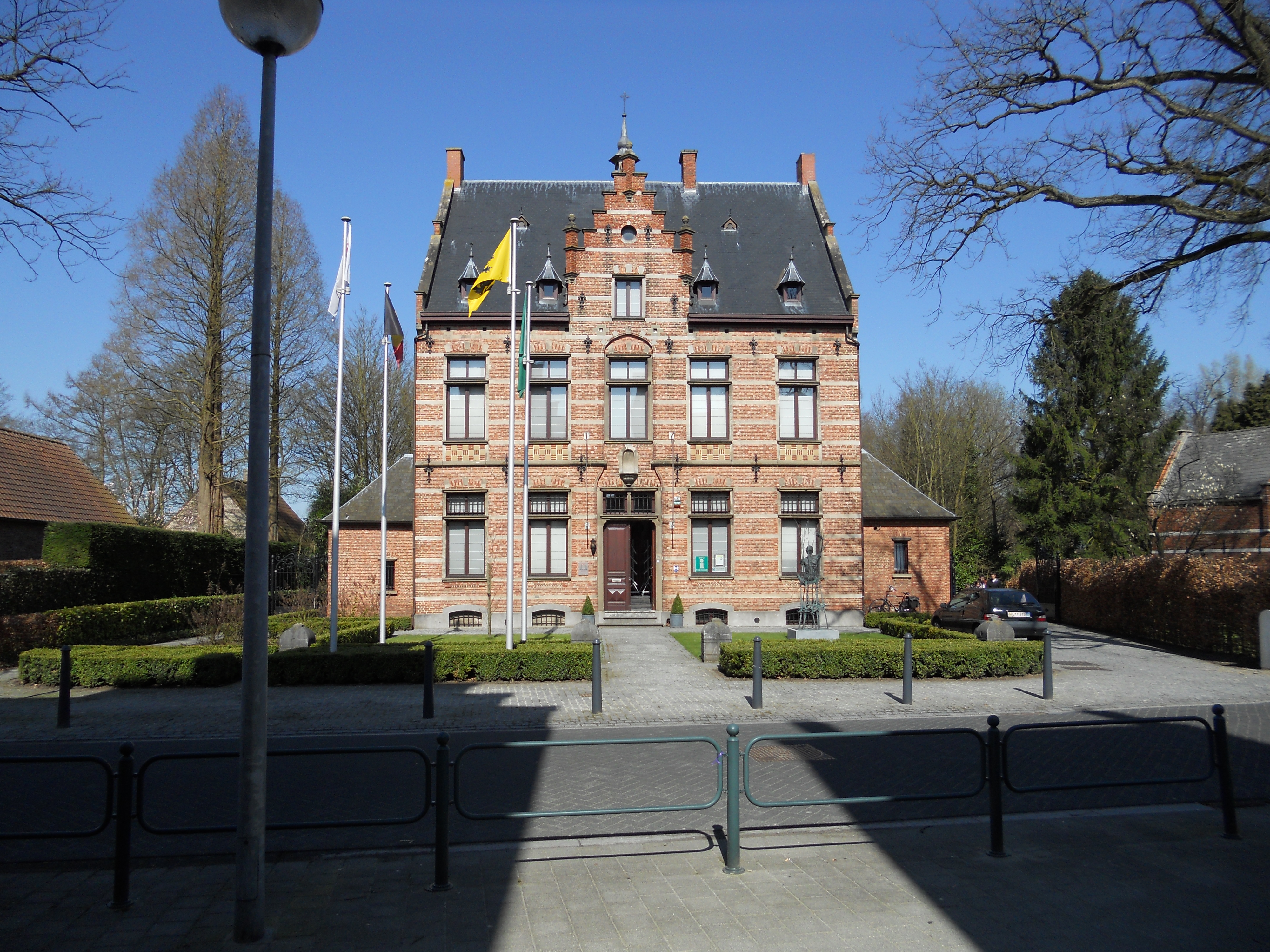
Oud-Turnhout Hofke van Chantraine (VVV kantoor)

## Natuur en landschap
Oud-Turnhout ligt aan de Aa, in de Antwerpse Kempen op een hoogte van 20-35 meter. De Aa stroomt in zuidwestelijke richting, naar de Kleine Nete. Andere riviertjes zijn de Rode Loop en de Wamp, die eveneens naar de Kleine Nete stromen.
Oud-Turnhout kent de volgende natuurgebieden:
- Landschap De Liereman is 430 ha groot en heeft een eigen bezoekerscentrum (Schuurhovenberg 43). Het wordt beheerd door de vzw Natuurpunt. Geklasseerd monument sinds 1940.
- Natuurreservaat De Tikkebroeken dankt zijn bestaan aan De Rode Loop. Het natuurgebied strekt zich uit tot in buurgemeente Kasterlee en wordt beheerd door de vzw Natuurpunt.
- "Het Bos van Bo", gelegen naast het bezoekerscentrum De Liereman. Kleuters kunnen er via een natuurleerpad op ontdekkingstocht.

## Demografie

### Samenstelling
Het aantal inwoners op 31/12/2019 bedroeg 13.953, waarvan 6.982 mannen en 6.971 vrouwen, verdeeld over 5.815 gezinnen. 
Dat is een toename van 304 inwoners ten opzichte van 2018.

 Op 31/12/2019 waren er 1.810 niet-Belgen in de gemeente, verdeeld over 73 nationaliteiten (12,97% van de bevolking). 
De grootste groep zijn de Nederlanders: 1.313.

### Demografische ontwikkeling
- Bronnen:NIS, Opm:1806 tot en met 1981=volkstellingen; 1990 en later= inwonertal op 1 januari

| Inwoners van jaar tot jaar op 1 januari 1992 tot heden | Inwoners van jaar tot jaar op 1 januari 1992 tot heden | Inwoners van jaar tot jaar op 1 januari 1992 tot heden |
| jaar                                                   | Aantal                                                 | Evolutie: 1992=index 100                               |
| ------------------------------------------------------ | ------------------------------------------------------ | ------------------------------------------------------ |
| 1992                                                   | 11.677                                                 | 100,0                                                  |
| 1993                                                   | 11.824                                                 | 101,3                                                  |
| 1994                                                   | 12.040                                                 | 103,1                                                  |
| 1995                                                   | 12.191                                                 | 104,4                                                  |
| 1996                                                   | 12.296                                                 | 105,3                                                  |
| 1997                                                   | 12.440                                                 | 106,5                                                  |
| 1998                                                   | 12.389                                                 | 106,1                                                  |
| 1999                                                   | 12.424                                                 | 106,4                                                  |
| 2000                                                   | 12.413                                                 | 106,3                                                  |
| 2001                                                   | 12.444                                                 | 106,6                                                  |
| 2002                                                   | 12.456                                                 | 106,7                                                  |
| 2003                                                   | 12.423                                                 | 106,4                                                  |
| 2004                                                   | 12.475                                                 | 106,8                                                  |
| 2005                                                   | 12.567                                                 | 107,6                                                  |
| 2006                                                   | 12.653                                                 | 108,4                                                  |
| 2007                                                   | 12.633                                                 | 108,2                                                  |
| 2008                                                   | 12.677                                                 | 108,6                                                  |
| 2009                                                   | 12.816                                                 | 109,8                                                  |
| 2010                                                   | 12.872                                                 | 110,2                                                  |
| 2011                                                   | 12.915                                                 | 110,6                                                  |
| 2012                                                   | 12.905                                                 | 110,5                                                  |
| 2013                                                   | 12.965                                                 | 111,0                                                  |
| 2014                                                   | 13.040                                                 | 111,7                                                  |
| 2015                                                   | 13.163                                                 | 112,7                                                  |
| 2016                                                   | 13.307                                                 | 114,0                                                  |
| 2017                                                   | 13.447                                                 | 115,2                                                  |
| 2018                                                   | 13.517                                                 | 115,8                                                  |
| 2019                                                   | 13.662                                                 | 117,0                                                  |
| 2020                                                   | 13.977                                                 | 119,7                                                  |
| 2021                                                   | 14.201                                                 | 121,6                                                  |
| 2022                                                   | 14.402                                                 | 123,3                                                  |
| 2023                                                   | 14.734                                                 | 126,2                                                  |
| 2024                                                   | 14.828                                                 | 127,0                                                  |
| 2025                                                   | 15.045                                                 | 128.8                                                  |

## Politiek

### Structuur
De gemeente Oud-Turnhout ligt in het kieskanton Turnhout en het provinciedistrict Turnhout. Deze maken deel uit van het kiesarrondissement Mechelen-Turnhout en de kieskring Antwerpen. De gemeenteraad vindt plaats elke derde donderdag van de maand (uitgezonderd juli en augustus). Het college van burgemeester en schepenen komt bij elkaar elke woensdag (niet openbaar).
| Oud-Turnhout     | Oud-Turnhout     | Supranationaal         | Nationaal                         | Nationaal           | Gemeenschap         | Gewest              | Provincie           | Arrondissement    | Provinciedistrict | Kanton          | Gemeente        |
| ---------------- | ---------------- | ---------------------- | --------------------------------- | ------------------- | ------------------- | ------------------- | ------------------- | ----------------- | ----------------- | --------------- | --------------- |
| Administratief   | Niveau           | Europese Unie          | België                            | België              | Vlaanderen          | Vlaanderen          | Antwerpen           | Turnhout          | Turnhout          | Turnhout        | Oud-Turnhout    |
| Administratief   | Bestuur          | Europese Commissie     | Belgische regering                | Belgische regering  | Vlaamse regering    | Vlaamse regering    | Deputatie           | Deputatie         | Deputatie         | Deputatie       | Gemeentebestuur |
| Administratief   | Raad             | Europees Parlement     | Kamer van volksvertegenwoordigers | Vlaams Parlement    | Vlaams Parlement    | Vlaams Parlement    | Provincieraad       | Provincieraad     | Provincieraad     | Provincieraad   | Gemeenteraad    |
| Kiesomschrijving | Kiesomschrijving | Nederlands Kiescollege | Kieskring Antwerpen               | Kieskring Antwerpen | Kieskring Antwerpen | Kieskring Antwerpen | Kieskring Antwerpen | Mechelen-Turnhout | Turnhout          | Turnhout        | Oud-Turnhout    |
| Verkiezing       | Verkiezing       | Europese               | Federale                          | Federale            | Vlaamse             | Vlaamse             | Provincieraads-     | Provincieraads-   | Provincieraads-   | Provincieraads- | Gemeenteraads-  |

### Geschiedenis

#### (Voormalige) Burgemeesters
| Tijdspanne | Tijdspanne   | Burgemeester                     |
| ---------- | ------------ | -------------------------------- |
|            | 1859 - 1868  | Franciscus van der Beken-Pasteel |
|            | 1868 - 1872  | Guilielmus Luyten                |
|            | 1872 - 1885  | Jacobus Peeters                  |
|            | 1885 - 1890  | Jacobus Van Miert                |
|            | 1890 - 1904  | Jacobus Broeckx                  |
|            | 1904 - 1921  | Joannes Guillielmus Luyten       |
|            | 1921 - 1939  | Josephus Jacobus Embrechts       |
|            | 1939 - 1947  | Jan Roes                         |
|            | 1947 - 1948  | Jozef Clement Van Miert          |
|            | 1948 - 1971  | Alfons Frans Van Loon            |
|            | 1971 - 1989  | Jan Nuyts (CVP)                  |
|            | 1989 - 2010  | Jef Kersemans (CVP / CD&V)       |
|            | 2011 - 2016  | Leo Nys (CD&V)                   |
|            | 2016 - 2018  | Jos Vinckx (CD&V)                |
|            | 2019 - 2024  | Bob Coppens (N-VA)               |
|            | 2024 - heden | Peter Hannes (GOUDT)             |

#### Resultaten gemeenteraadsverkiezingen sinds 1976
| Partij of kartel     | Partij of kartel                      | 10-10-1976 | 10-10-1976 | 10-10-1982 | 10-10-1982 | 9-10-1988 | 9-10-1988 | 9-10-1994 | 9-10-1994 | 8-10-2000 | 8-10-2000 | 8-10-2006 | 8-10-2006 | 14-10-2012 | 14-10-2012 | 14-10-2018 | 14-10-2018 | 13-10-2024 | 13-10-2024 |
| Stemmen / Zetels     | Stemmen / Zetels                      | %          | 19         | %          | 21         | %         | 21        | %         | 21        | %         | 23        | %         | 23        | %          | 23         | %          | 23         | %          | 23         |
| -------------------- | ------------------------------------- | ---------- | ---------- | ---------- | ---------- | --------- | --------- | --------- | --------- | --------- | --------- | --------- | --------- | ---------- | ---------- | ---------- | ---------- | ---------- | ---------- |
|                      | Agalev1/ Groen!2/ Groen3              | -          |            | -          |            | 8,541     | 1         | 12,611    | 2         | 11,241    | 2         | 11,572    | 2         | 11,083     | 2          | 13,33      | 3          | 9,23       | 1          |
|                      | SP1/ sp.a2/ CD&V-plusB/ Vooruit3      | 15,661     | 2          | 27,181     | 6          | 23,111    | 5         | 19,751    | 4         | 13,361    | 3         | 15,272    | 3         | 9,822      | 2          | 27,5B      | 8          | 9,63       | 2          |
|                      | CVP1/ CD&V-N-VAA/ CD&V2/ CD&V-plusB   | 63,921     | 14         | 52,241     | 13         | 44,651    | 12        | 46,621    | 12        | 33,841    | 9         | 41,29A    | 11        | 29,292     | 8          | 27,5B      | 8          | 7,02       | 1          |
|                      | VU1/ VU-ID2/ N-VA3                    | -          |            | 10,351     | 1          | 8,761     | 1         | -         |           | 17,122    | 4         | 41,29A    | 11        | 32,763     | 9          | 29,53      | 8          | 26,23      | 7          |
|                      | GOUDT                                 | -          |            | -          |            | -         |           | -         |           | -         |           | -         |           | -          |            | -          |            | 31,4       | 8          |
|                      | PVV1/ VLD2/ Oud-Turnhout Plus3/ LB184 | -          |            | 10,231     | 1          | 10,081    | 2         | 13,682    | 2         | 14,362    | 3         | 15,422    | 3         | 8,163      | 1          | 8,44       | 1          | -          |            |
|                      | Vlaams Blok1/ Vlaams Belang2          | -          |            | -          |            | -         |           | -         |           | 10,071    | 2         | 16,452    | 4         | 8,902      | 1          | 14,62      | 3          | 16,62      | 4          |
|                      | NIEUW Oud-Turnhout                    | -          |            | -          |            | -         |           | -         |           | -         |           | -         |           | -          |            | 6,1        | 0          | -          |            |
|                      | GEMBEL                                | -          |            | -          |            | -         |           | 7,34      | 1         | -         |           | -         |           | -          |            | -          |            | -          |            |
|                      | OTG                                   | -          |            | -          |            | 4,87      | 0         | -         |           | -         |           | -         |           | -          |            | -          |            | -          |            |
|                      | CSP                                   | 20,42      | 3          | -          |            | -         |           | -         |           | -         |           | -         |           | -          |            | -          |            | -          |            |
| Totaal stemmen       | Totaal stemmen                        | 5628       | 5628       | 6855       | 6855       | 7556      | 7556      | 8224      | 8224      | 8441      | 8441      | 8601      | 8601      | 8693       | 8693       | 9053       | 9053       | 6594       | 6594       |
| Opkomst %            | Opkomst %                             |            |            |            |            | 96,65     | 96,65     | 95,52     | 95,52     | 94,99     | 94,99     | 94,58     | 94,58     | 92,66      | 92,66      | 93,1       | 93,1       | 63,3       | 63,3       |
| Blanco en ongeldig % | Blanco en ongeldig %                  | 4,46       | 4,46       | 4,58       | 4,58       | 3,73      | 3,73      | 4,78      | 4,78      | 3,42      | 3,42      | 3,73      | 3,73      | 2,62       | 2,62       | 3,4        | 3,4        | 0,3        | 0,3        |

Het resultaat van de partij(en) die een bestuursmeerderheid vormde(n), staat vetjes in de tabel. De grootste partij is in kleur.

## Samenwerkingsverbanden
- Met de stad Turnhout en de gemeenten Beerse en Vosselaar maakt Oud-Turnhout sinds 1999 deel uit van de Projectvereniging Regionaalstedelijk Gebied Turnhout. In 2008 kreeg deze samenwerking een nieuwe naam: Stadsregio Turnhout. Sinds 2024 heet deze samenwerking Kordia.
- Sinds 2005 maakt Oud-Turnhout deel uit van Het Land van Turnhout, een toeristisch recreatief samenwerkingsverband tussen de gemeenten Arendonk, Beerse, Oud-Turnhout, Ravels, Turnhout en Vosselaar.

## Cultuur

### Muziekvereniging
Koninklijke Harmonie Sint-Antonius vzw

### Evenementen

#### Centrum
- kermis op de tweede zondag van juli en de eerste zondag van oktober. De kermisfoor staat op het dorpsplein op zaterdag, zondag, maandag en dinsdag.
- markt: wekelijks op dinsdag van 14 tot 18 uur op het dorpsplein (Centrum), tenzij dit een feest- of kermisdag is.
- Zomer op het Plein: openluchtmanifestatie

#### Oosthoven
- zondag op of na 17 januari Sint-Antoniusviering: na de eucharistieviering worden aan de uitgang van de kerk varkenskoppen per opbod verkocht.
- Ansarat Festival (tot 2010)
- Mierdse feesten
- Oosthoven on stage
- MUSICA MUNDANA en Aperitiefconcert (Harmonieorkest Sint-Antonius)

#### Zwaneven
- 3de woensdag van mei: jaarlijkse bedevaart naar de kapel van Rhoode met uitdeling van koeken.
- Darisdonkkermis ( tot 2011 )
- Chirobal (jaarlijks)
- Aspifuif (jaarlijks)

## Onderwijs
- Kleuter- en lager onderwijs wordt aangeboden in vier scholen. Het gemeentebestuur is inrichtende macht van één school. De andere onderwijsinstellingen zijn vrije gesubsidieerde scholen, waarvan het bestuur in handen is van de vzw Koot. Die vzw werd opgericht in 1987 omdat de kloosterorden hun verantwoordelijkheid toen doorgaven aan leken. Sinds 1 september 2003 werken de vier scholen samen in het netoverschrijdend scholenproject SG-SCHOT.
  - Centrum: Basisschool Delta en Gemeentelijke Basisschool Salto
  - Oosthoven: Basisschool Reuzepas
  - Zwaneven: Basisschool Zwaneven
- Er is één onderwijsinrichting voor buitengewoon onderwijs met vier afdelingen:
  - VIBO De Brem BKLO
  - VIBO De Brem BuSO OV1 - OV2
  - VIBO De Ring BuSO OV3
  - VIBO Het Kasteelpark BuSO OV1 - OV4
- Middelbaar en hoger onderwijs zijn niet aanwezig in de gemeente.

## Sport

### Sportinfrastructuur

#### Centrum
- Sinds 1989 wordt De Hoogt uitgebouwd tot een sportpark. De overdekte sportaccommodaties omvatten een sporthal, gymzaal, gevechtssportzaal, kegelbaan, tenniscentrum en skicentrum. De openluchtinfrastructuur op de Hoogt bestaat uit drie voetbalterreinen, een kunstgrasterrein, een petanqueterrein, een veldhockeyterrein, een trainingsveld voor honden, een boogschietweide, een ruiterweide, een skateramp, een fit-o-meter, een Finse piste (1 km), drie beachvolleybalvelden, negen tennisvelden, twee velden voor mini- en miditennis en een tennismuur.
- Gemeentelijke visvijver (Kerkstraat - achter Hofke van Chantraine)
- Loopparcours in de Liereman
- Mountainbike-route PiereLiereBinkenpad: 60 km in drie gemeenten: Oud-Turnhout, Ravels en Turnhout
- Hippisch Centrum 't Ruiterlijk Genoegen, De Hoogt 40

#### Zwaneven
- drie voetbalterreinen op Rhoode

#### Oosthoven
- twee voetbalterreinen in de Polderstraat van K.S.K. Oosthoven.
- overdekte kegelbaan in gemeenschapscentrum De Heischuur

### Sportevenementen
- Dwars door Oud-Turnhout: jaarlijkse volksloop die in 2008 voor de 25ste keer plaatsvond. Deelnemers wandelen, lopen of doen aan Nordic Walking over een afstand naar keuze, waarbij tijden geen rol spelen.
- Beker van Oud-Turnhout: in augustus nemen de drie Oud-Turnhoutse voetbalploegen - KSV Oud-Turnhout, FC Zwaneven en KSK Oosthoven - het sportief tegen elkaar op. Van de duiveltjes tot de reserven wordt er gestreden voor de eer en de Beker van Oud-Turnhout. De wedstrijden worden beurtelings op de terreinen van een van de clubs georganiseerd.
- Lieremanloop: jaarlijkse volksloop (oktober) die vertrekt aan het bezoekerscentrum De Liereman

## Bekende personen
- Micha Marah (1953), zangeres - pseudoniem van Aldegonda Leppens
- Karel Van Miert (1942-2009), politicus
- Koen Bauweraerts (1983), hardstyle-dj (DJ Coone)
- Leo Proost (1933-2016), wielrenner, drievoudig wereldkampioen stayeren (1963-1967-1968)
- Bart Meuleman (1965), (toneel)schrijver, regisseur, dichter en essayist.
- Margriet Hermans (Turnhout, 17 maart 1954) is een Belgisch zangeres, actrice, tv-presentatrice, voormalig politica en lerares.
- Kris Flameng (Turnhout, 17 februari 1950) is een Belgisch leraar, muziekpedagoog/therapeut, auteur, componist en dichter.

## Zustergemeenten
- Oud-Turnhout onderhoudt sinds 1989 een informele jumelage met Dumbrava, een deelgemeente van Cluj (Roemenië) die circa 450 inwoners telt.
- Oosthoven is verbroederd met Stadt Osthofen (Duitsland).

## Nabijgelegen kernen
Turnhout, Zwaneven, Oosthoven